# Montauban
Montauban (okcitansko Montalban) je mesto in občina v južni francoski regiji Oksitaniji, do leta 2015 v regiji Jug-Pireneji, prefektura departmaja Tarn-et-Garonne. Po oceni iz leta 2017 ima mesto 60.810 prebivalcev. Je glavno mesto departmaja in leži 50 kilometrov severno od Toulousea. Montauban je najbolj naseljeno mesto v Tarn-et-Garonni in šesto najbolj naseljeno v Oksitaniji za Toulouseom, Montpellierjem, Nîmesom, Perpignanom in Béziersom.
Mesto je od leta 2015 razvrščeno v Ville d'art et d'histoire (Mesto umetnosti in zgodovine).

## Zgodovina
Kraj je za Mont-de-Marsanom drugo najstarejše utrjeno mesto (bastida) v južni Franciji. Ustanovljeno je bilo v letu 1144, ko mu je toulouški grof Alfonz Jourdain podelil ustanovno listino. Prebivalci so bili v glavnem iz Montauriola, vasi, ki je zrasla okoli sosednjega samostana svetega Théodarda.
V času Albižanške križarske vojne (13. stoletje) je kraj doživel več opustošenj s strani katarov in inkvizicije. Do leta 1317 si je dovolj opomogel, da ga je papež Janez XXII. izbral za sedež škofije, s tem pa je bazilika sv. Theodarda postala stolnica. 
S sporazumom v Brétignyju za časa stoletne vojne je bil kraj prepuščen Angležem, ki so se morali iz njega umakniti leta 1414. V letu 1560 je v mesto prišel protestantizem in posledično izgon menihov, stolnica pa je bila uničena. 1570 je Montauban z mirom iz Saint-Germain-en-Laye postal eno od štirih oporišč hugenotov in oblikoval manjšo neodvisno republiko. Leta 1621 je postal glavni štab v hugenotskem uporu in uspešno kljuboval 86-dnevnemu obleganju francoskega kralja Ludvika XIII. Kraljevi oblasti se je podredil šele po padcu La Rochelle, ko je bila 1629 s strani kardinala Richelieuja uničena njegova utrdba. Po preklicu Nanteskega edikta leta 1685 so protestanti znova doživeli preganjanje.
Montauban je veljal za intelektualno mesto. Ker je bil protestantsko mesto, se je začel upirati in se držati svojega položaja, zato katoliškemu kralju ni hotel priseči  zvestobo. Da bi prestrašili kraljeve nasprotnike in pospešili konec obleganja, je bilo izstreljenih 400 topovskih krogel, vendar se je Montauban uprl in kraljeva vojska je bila uničena. Cerkev Saint Jacques še vedno kaže posledice topovskih krogel in mesto vsako leto v septembru praznuje les 400 coups (400 strelov), kar je v francoščini postala pogosta fraza.
Med francosko revolucijo je postal del departmaja Lot, ob ponovni reorganizaciji v letu 1808 pa sedež novoustanovljenega departmaja Tarn-et-Garonne.
Med drugo svetovno vojno se je Mona Lisa Leonarda da Vincija na kratko skrivala v skrivnem trezorju za vinsko kletjo v Montaubanu.

## Geografija
Kraj leži v južni Franciji ob izlivu reke Tescou v Tarn, na njenem desnem bregu, 50 km severno od Toulousa. Mesto, zgrajeno večinoma iz rdečkaste opeke.
Podnebje je zmerno in subtropsko (mejna Csa / Csb v klimatski klasifikaciji Köppen). Temperature so pozimi precej blage, poleti pa vroče. Mesto je doživelo hude suše v letih 2003, 2006, 2012 in 2015. 31. avgusta 2015 je območje Tarn in Garonne močno prizadel val silovitih neviht. Te nevihte, ki so jih spremljali zelo močni vetrovi, so ustvarili tornado, kar je na velikem delu departmaja povzročilo precejšnjo škodo. Še posebej je bil prizadet Montauban, saj so v središču mesta hitrosti vetra znašali med 130 in 150 kilometri na uro.

## Upravna razdelitev
Montauban je sedež šestih kantonov:
- Kanton Montauban-1 (del občine Montauban, občini Lamothe-Capdeville, Villemade: 8.625 prebivalcev),
- Kanton Montauban-2 (del občine Montauban: 8.279 prebivalcev),
- Kanton Montauban-3 (del občine Montauban, občina Léojac: 10.832 prebivalcev),
- Kanton Montauban-4 (del občine Montauban: 6.755 prebivalcev),
- Kanton Montauban-5 (del občine Montauban: 8.945 prebivalcev),
- Kanton Montauban-6 (del občine Montauban: 10.837 prebivalcev).

Mesto je prav tako sedež okrožja, v katerega so poleg njegovih vključeni še kantoni Caussade, Caylus, Grisolles, Lafrançaise, Molières, Monclar-de-Quercy, Montech, Montpezat-de-Quercy, Nègrepelisse, Saint-Antoni-Noble-Val, Verdun-sur-Garonne in Villebrumier s 137.378 prebivalci.

## Zanimivosti
Montauban je od leta 2015 na seznamu Ville d'art et d'histoire (Mesto umetnosti in zgodovine).
Njegove utrdbe so nadomestili bulvarji, ob katerih se razprostirajo številne soseske, na levem bregu Tarna pa predmestje Villebourbona, ki je z mestom povezano z izjemnim mostom iz zgodnjega 14. stoletja. 
Most  Pont Vieux (t.i. 'Stari most') je naročil francoski kralj Filip leta 1303 uradno med obiskom Toulousa. Projekt je trajal 30 let, most pa so odprli leta 1335. Glavna arhitekta sta bila Étienne de Ferrières in Mathieu de Verdun. Gre za roza opečno konstrukcijo v dolžini več kot 205 metrov. Čeprav so utrjeni stolpi izginili, je sicer v dobrem stanju. Most je bil zasnovan tako, da se upira silnim poplavam Tarna in je uspešno zdržal dve strašni tisočletni poplavi 1441 in 1930. Most je raven glede na nivo vode, kar je precej nenavadno za srednjeveško Evropo, kjer je pomanjkanje tehnoloških znanj pomenilo da je bila večina mostov grbavega tipa.
Na vzhodnem koncu mostu na mestu gradu grofov Toulouških in nekoč rezidence škofov Montaubana, stoji Musée Ingres. Stavba v glavnem spada v 17. stoletje, nekateri deli pa so precej starejši, predvsem podzemna komora, imenovana Dvorana Črnega princa (Salle du Prince Noir). Muzej hrani večino del (vključno z njegovim Jezus med učitelji zakona) Jeana Ingresa, slavnega slikarja, na čigar rojstvo v Montaubanu spominja spomenik. Je največji muzej Ingresovih slik na svetu. V muzeju je tudi nekaj skulptur znanega kiparja Antoina Bourdella, še enega  domačina iz Montaubana, pa tudi zbirke starin (grške vaze) in keramike 18. in 19. stoletja.
Place Nationale je trg iz 17. stoletja, ki ima na vsakem vogalu vstopna vrata, ki omogočajo dostop do velikega odprtega prostora, obdanega z rožnatimi opečnimi hišami, podprtimi z dvojnimi vrstami arkad. Place Nationale je bil leta 1910 vpisan me francoske zgodovinske spomenike pod št. PA00095833.
Préfecture je v palači, ki jo je zgradil intendant Montaubana (ekvivalent préfet pred francosko revolucijo) in je velik eleganten dvorec 18. stoletja, zgrajen iz roza opeke in belega kamna, s strmo streho iz modro sivih skrilavcev, v slogu, ki združuje severne in južne francoske sloge arhitekture.
Montaubanska stolnica je izjemna po posesti ene od mojstrovin Jeana Ingresa, Zaobljuba Ludvika XIII.. Je sedež škofije Montauban, ustanovljene leta 1317, ukinjene s konkordatom iz leta 1801 in prenesene v nadškofijo v Toulousu ter obnovljene leta 1822. Bila je protestantska, dokler se katolištvo leta 1629 ni vrnilo v Montauban.
Cerkev sv. Jakoba (14. in 15. stoletje), posvečena svetemu Jakobu iz Compostele, katere fasado nadgrajuje osmerokotni stolp, katerega osnova je v romanskem slogu, zgornji nivoji, pozneje zgrajeni, pa v gotskem slogu.
- Most Pont Vieux
- Muzej Musée Ingres
- Stolnica

## Pobratena mesta
- Gourbeyre, Francija
- Kozarac, Bosna in Hercegovina
- Khemiset, Maroko,
- Pavhuša, Oklahoma, ZDA,
- Prokuplje, Srbija,
- Jokneam, Izrael.